# 小行星3160
小行星3160（3160 Angerhofer）是一颗绕太阳运转的小行星，为主小行星带小行星。该小行星于1980年6月14日发现。
該小行星以美國天文學家菲利普·愛德華·安格霍夫（Phillip Edward Angerhofer）命名。

## 轨道参数
小行星3160的轨道半长轴为2.3770804 UA，离心率为0.157。